# Académie de la Grande Chaumière
Pour les articles homonymes, voir Chaumière (homonymie).
L'académie de la Grande Chaumière est une académie d'art privée située à Paris au 14, rue de la Grande-Chaumière.

## Historique
Bien que non située stricto sensu au sein du quartier du Montparnasse, célèbre foyer historique de la vie artistique et intellectuelle de la capitale française, l’institution y est souvent associée. Fondée en 1904 par les Suissesses Martha Stettler et Alice Dannenberg et dédiée à la fois à la peinture et à la sculpture, elle fut très réputée au début du XXe siècle. Les deux femmes dirigeront l’établissement jusqu'en 1944. Antoine Bourdelle rejoint cette académie en 1909.
Reprise en 1957 par la famille Charpentier, fondatrice de l'académie Charpentier, elle abrite sous son nom d'origine deux ateliers libres, l'un de peinture et de dessin, l'autre de croquis, ainsi que des cours du soir,.
L'académie de la Grande Chaumière a dû définitivement fermer les portes de son adresse historique le 26 juillet 2025, le propriétaire des lieux souhaitant le transformer en espace commercial et muséal. Elle réouvrira au 2 rue Jules Chaplain, dans le même arrondissement de Paris.

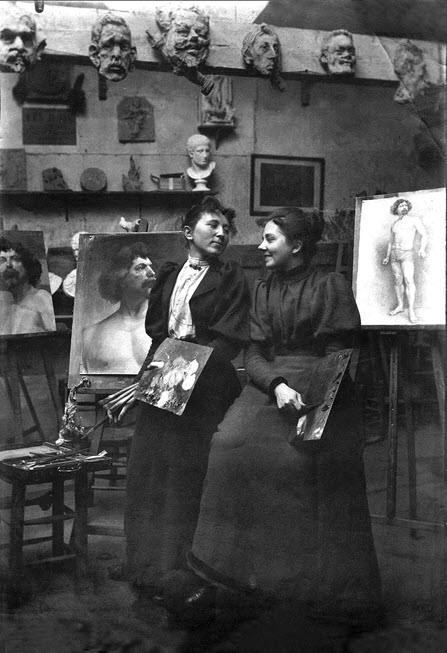
Martha Stettler (à droite) et Alice Dannenberg, Académie Julian (1894), fondatrice de l’académie.

### Filmographie
- Laurent Roth, Modèle depuis toujours, documentaire, 1988 « Portail du film documentaire », sur film-documentaire.fr (consulté le 15 septembre 2021).